# Инелейка
Инелейка — деревня в Большеигнатовском районе Мордовии. Входит в состав Вармазейского сельского поселения.

## История
Впервые упоминается в 1931 году как лесная сторожка Барахманвского сельсовета.

## Население
| 2002 | 2010 |
| ---- | ---- |
| 21   | ↘9   |

Национальный состав
Согласно результатам Всероссийской переписи населения 2002 года, в национальной структуре населения русские составляли 95 %.